# Alifakovac

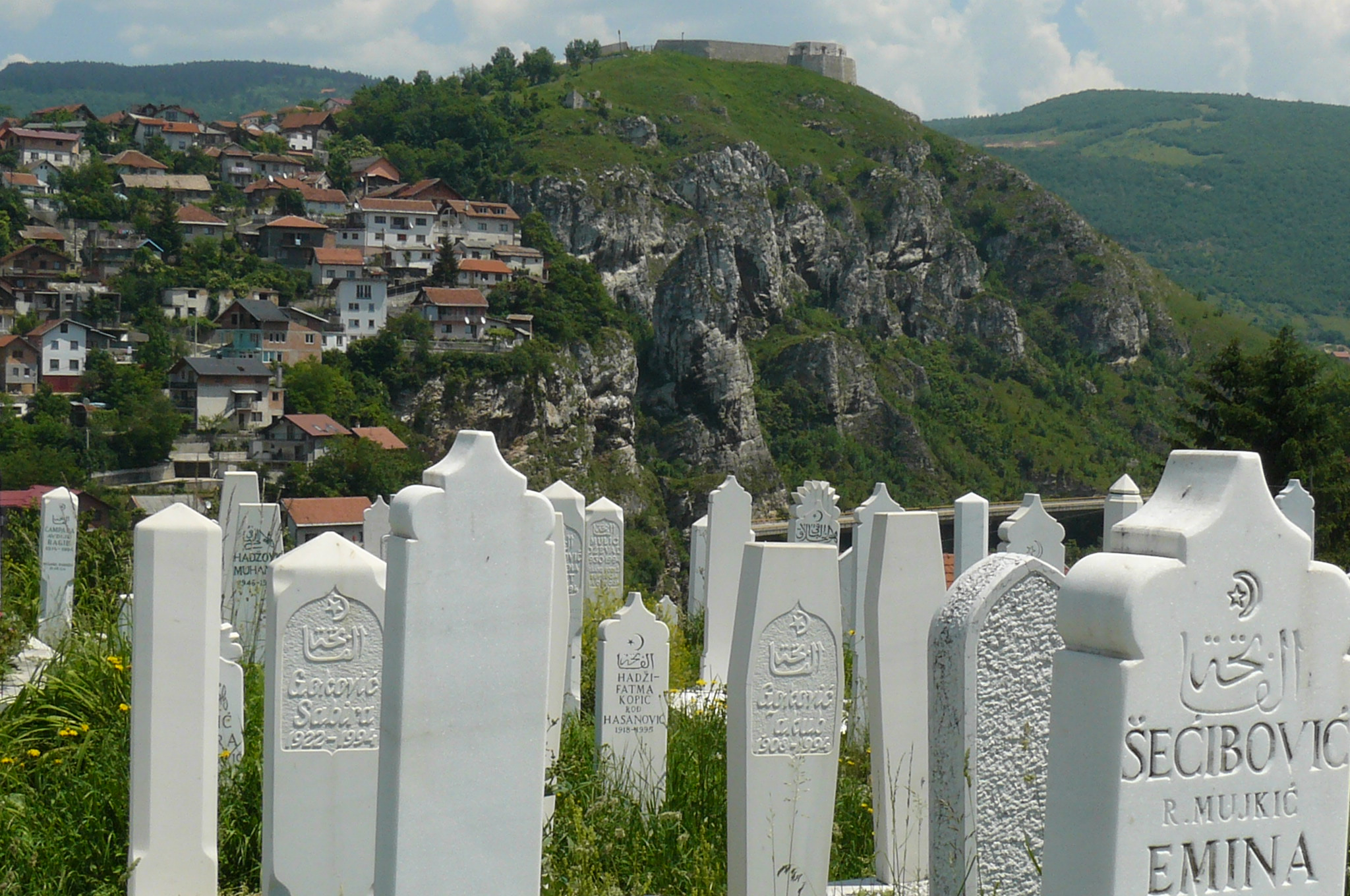
Widok ogólny

Alifakovac (także: Musafirsko groblje) - cmentarz muzułmański w Sarajewie, położony w dzielnicy o tej samej nazwie, w obrębie Starego Miasta, na malowniczych wzgórzach z panoramą.
Na cmentarzu dominują białe stele, należące do wielu zasłużonych obywateli Sarajewa. Część z nich posiada kamienne baldachimy. Jest to jeden z najstarszych cmentarzy muzułmańskich w mieście. Dojście z centrum ulicą Toplik.